# 草月站
草月站（：／ Chowol yeok */?）是京江線沿線的一座地下車站，位於韓國京畿道廣州市草月邑雙東里。

## 車站結構
站體為2面2線側式月台的地下車站，候車月台設有月台幕門。
本站無法轉乘對向列車。

### 月台配置
| ↑ 京畿廣州 |
| \| 下      |
| 昆池岩 ↓   |

| 月台 | 路線              | 目的地                         |
| ---- | ----------------- | ------------------------------ |
| 上行 | ●首都圈電鐵京江線 | 京畿廣州、三洞、二梅、板橋方向 |
| 下行 | ●首都圈電鐵京江線 | 昆池岩、利川、夫鉢、驪州方向   |

## 歷史
- 2016年9月24日：落成啟用。

## 車站周邊
- 道谷初等學校
- 草月中學
- 白馬山

## 圖片

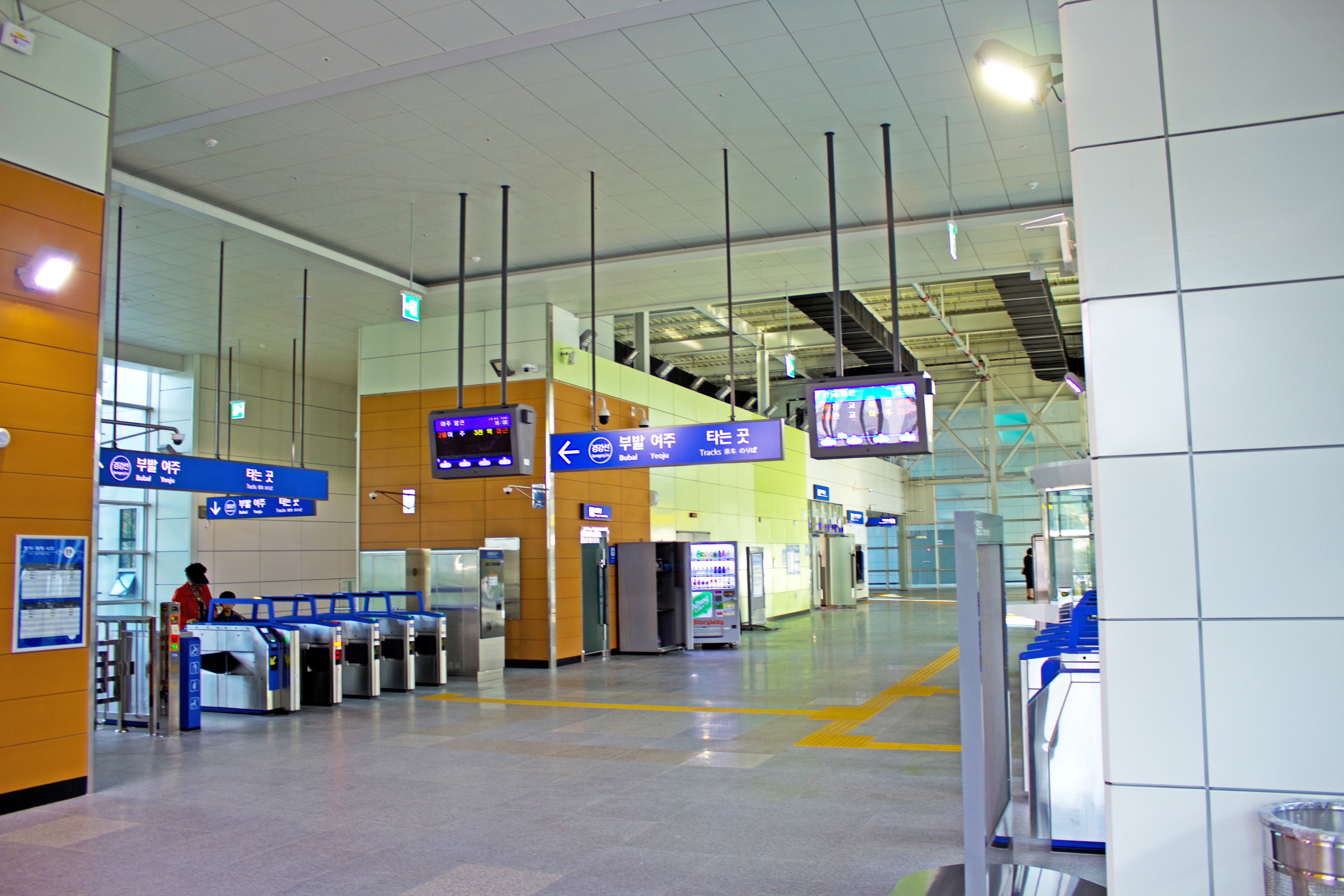
車站大廳
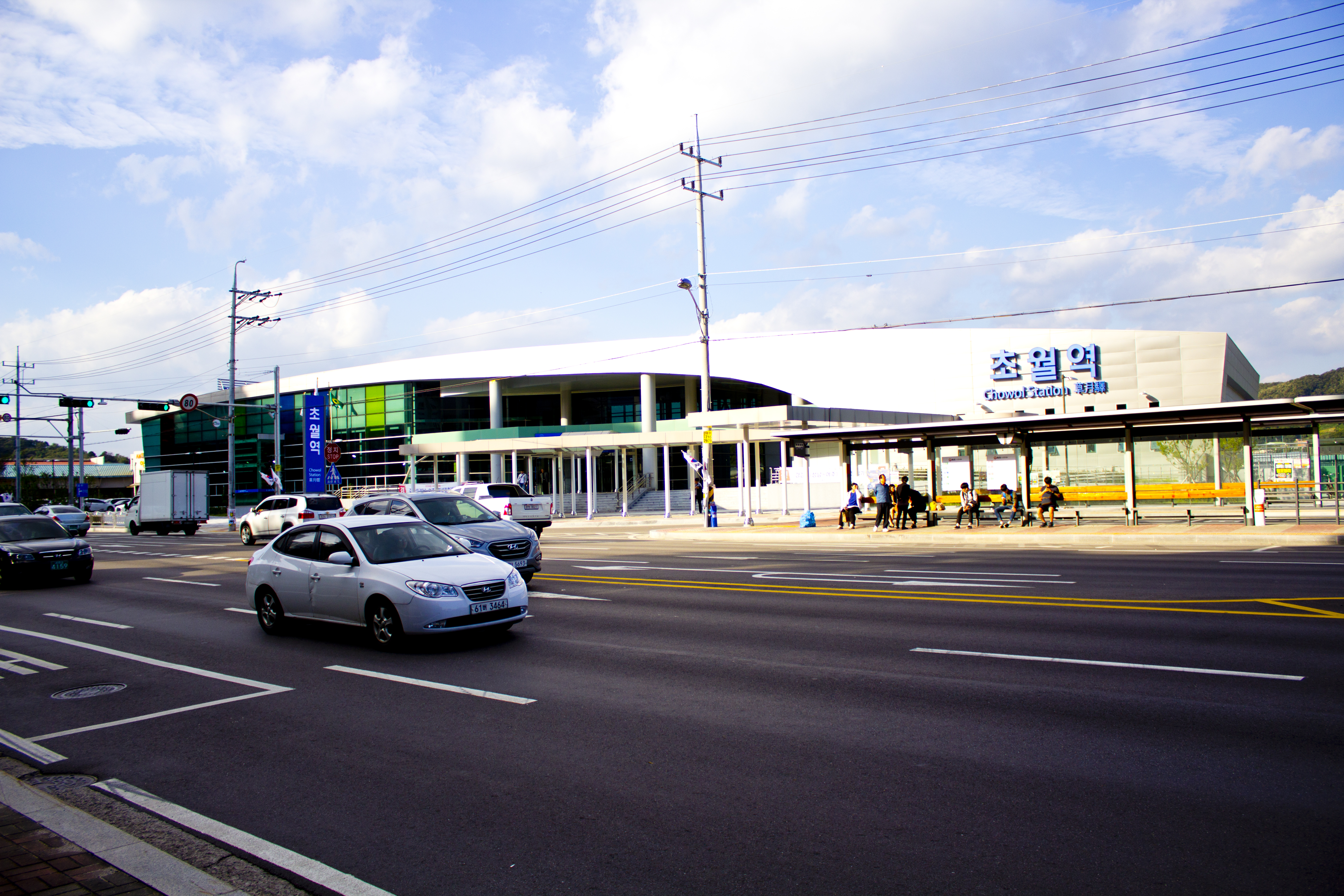
車站建築
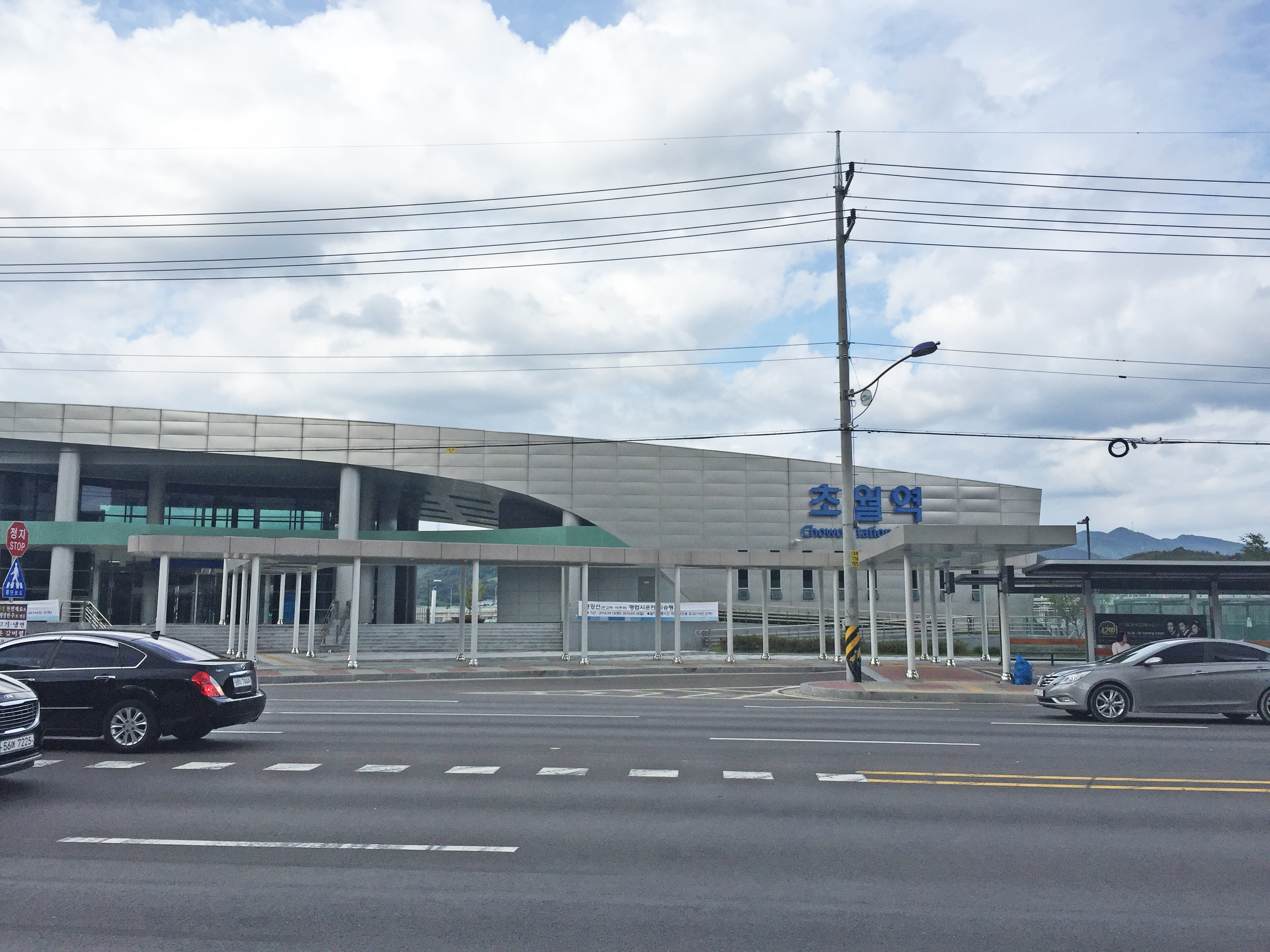
車站建築

## 相鄰車站
韓國鐵道公社
●首都圈電鐵京江線
京畿廣州（K413）－草月（K414）－昆池岩（K415）